# 이수찬 (배우)
이수찬(1999년 10월 22일 ~ )은 대한민국의 배우이다. 

### 드라마
- 2023년 tvN 월화 미니시리즈 《반짝이는 워터멜론》 ... 노세범 역
- 2025년 SBS 금토 미니시리즈 《트라이: 우리는 기적이 된다》 ... 소명우 역